# Игры (балет)
«И́гры» (фр. Jeux) — одноактный балет (хореографическая поэма, танцевальная поэма или «поэма в танце» фр. poème dansé) в постановке В. Ф. Нижинского на музыку К. Дебюсси (FL 133, 1912) на либретто балетмейстера в оформлении Л. С. Бакста. Эскизы костюмов были впервые выполнены не сценическим художником, а законодательницей парижской моды фирмой «Пакэн». Первый показ состоялся 15 мая 1913 года силами труппы Русский балет Дягилева, Театр Елисейских полей, Париж.

## История создания
Перед Первой мировой войной после ухода Фокина из Русского балета Дягилева Нижинский поставил для труппы три балета — «Послеполуденный отдых фавна»  (1912), «Игры» и «Весна священная»  (1913), «которые сильно отличались от привычных для дягилевской антрепризы фокинских постановок».
Для достижения успеха С. П. Дягилев привлёк к сотрудничеству К. Дебюсси. Композитор поддался уговорам антрепренёра, пустился в «авантюру, столь чреватую последствиями» и писал перед премьерой: «Спектакли „Русских“ так часто восхищали меня, что я жду, как благонравный ребёнок, которому обещали театр, представления „Игр“. <…> Мне кажется, что в нашей мрачной классной комнате, где учитель так строг, „Русские“ открыли окно, выходящее на простор полей».
При воссоздании атмосферы возникновения замысла балета «Игры» Вера Красовская цитирует свидетельство Гектора Каюзака. Весной 1912 года русские и французские художники обсуждали проблемы современной хореографии. Некоторые из них полагали, что для хорошего танцевального спектакля подходящий материал давала только история, другие были убеждены в невозможности создания стиля, отвечавшего хореографическим идеям того времени. Противоположного мнения придерживался Нижинский: «Человек, которого я прежде всего вижу на сцене — человек современный. Я мечтаю о костюме, о пластике, о движении, которые передали бы наше время. <…> Внимательно изучая поло, гольф, теннис, я убедился, что игры эти не только полезный досуг, но и создатели пластической красоты. Из этих уроков я вынес надежду, что наше время охарактеризует в будущем стиль столь же выразительный, как и стили, которыми мы наиболее охотно любуемся в прошлом». Несмотря на наличие определённых черт импрессионизма, футуризма, или даже грядущего конструктивизма, работы Нижинского не могут быть причислены ни к одному из этих направлений. Творческая активность Нижинского развивалась самостоятельно и не стимулировалась извне. При том, как представляется, хореограф пребывал в совершенном неведении о деятельности современных художников — кубистов, футуристов, дадаистов. Но парадокс «Игр» заключается в том, что при изображении современного человека Нижинский копировал жесты древнегреческих скульптур, увиденных им в Лувре.
Либретто сочинил Нижинский, но его текст, согласно дневнику балетмейстера, был изложен Дягилевым и Бакстом в письменном виде по просьбе Дебюсси. Нижинский потратил на постановку «Весны священной» много сил и энергии, после чего на репетициях «Игр» стала заметна его утомлённость. Кроме того, по свидетельству Карсавиной, «Нижинский не обладал даром точной и ясной мысли, в ещё меньшей мере умел он найти адекватные слова для выражения своих идей». Балерина не понимала конечной цели, ей приходилось слепо имитировать задуманные хореографом позы, «поворачивать голову в одну сторону, а руки выворачивать в другую, словно калеке от рождения». Отсутствие взаимопонимания при постановке привело к размолвке старых друзей по сцене, хотя вскоре Нижинский пошёл на примирение. Позднее Нижинский отметил, что темой «Игр» был флирт, но балет не имел успеха по причине отсутствия у него вдохновения, и обозначил собственную позицию и позицию Дягилева: «Мне безразлично, что он приписывает себе сочинение „Фавна“ и „Игр“, потому что я создал эти балеты под влиянием жизни с Дягилевым: „Фавн“ — это я, тогда как „Игры“ представляют жизнь, о которой мечтал Дягилев». Чувства флиртующих персонажей балета были искусственны и смутны. Согласно замыслу, в «Играх» гомосексуальные связи мужчин замаскированы под гетеросексуальные отношения двух девушек и молодого человека, под которым подразумевался Дягилев. Вероятно, поэтому завуалированный истинный смысл действия не был объяснён Карсавиной. «Я эти личности нарочно замаскировал, ибо хотел, чтобы люди почувствовали отвращение», — впоследствии писал Нижинский. Возможно, именно поэтому хореограф передавал их напоминавшей движения марионеток угловатой пластикой ломаных линий и намеренно напряжённых поз.
В сентябре 1913 года на гастролях в Южной Америке Вацлав Нижинский обвенчался с Ромолой Пульской в Рио-де-Жанейро.

## Содержание
Балет лишён сюжета. В. М. Красовская подчеркнула важность его подзаголовка «поэма в танце», отвергавшего «сюжетность фокинских „исторических картин“» и предвосхищавшего «те позднейшие балеты, что улавливали настроения минуты». Далее балетовед приводит цитату из книги Жака Бланша «Даты, заметки художника» о Вацлаве Нижинском: «Меньше всего его занимает сюжет, то есть как раз то, в чём сосредотачивалась поэтическая сила искусства Михаила Фокина. <…> Для Нижинского „схематическая передача состояния души“ подменяет традиционную, заранее заданную неугомонность». 
В балете задействовано всего три персонажа: две девушки и молодой человек. Перед премьерой Дебюсси описал замысел в газетной заметке: «Парк, теннис, случайная встреча двух девушек и молодого человека в поисках затерявшегося мяча». Краткое описание действия дал С. Л. Григорьев: «Две девушки, играя в теннис, теряют мяч и ищут его. К ним присоединяется юноша, после чего они забывают про мяч и принимаются с ним флиртовать, пока брошенный из-за кулис чужой мячик не прерывает их „игры“, и тогда они убегают».

## Премьера

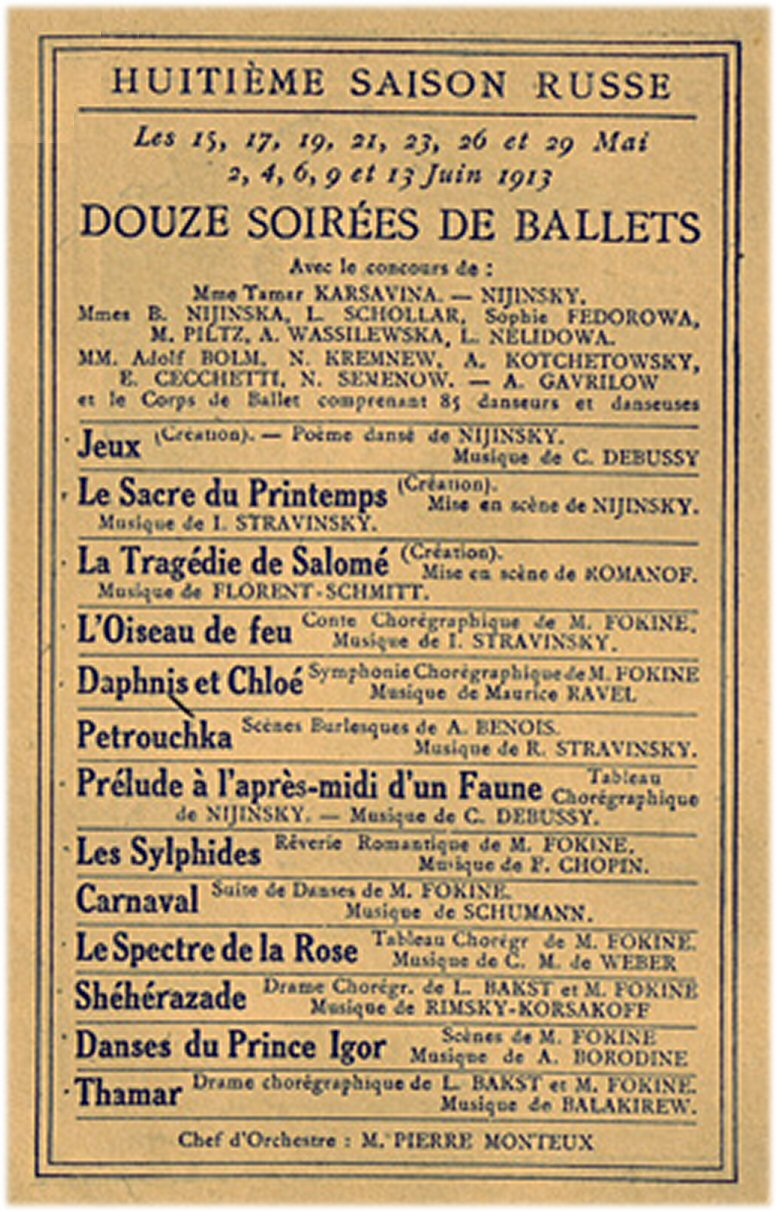
Программа 8-го Русского сезона, 1913

- 1913, 15 мая — «Игры», первое исполнение одноактного балета (хореографическая поэма[1], танцевальная поэма или «поэма в танце»[5]) в Театре Елисейских Полей, Париж[13]. Музыка Клода Дебюсси, хореография и либретто Вацлава Нижинского, оформление Леона Бакста. Основные исполнители: Тамара Карсавина, Людмила Шоллар, Вацлав Нижинский[2]. Дирижёр П. Монтё, режиссёр Сергей Григорьев[1].

Повторные показы балета в 8-м Русском сезоне состоялись там же 19 и 26 мая, 8 июня. Лондонская премьера прошла в театре Друри-Лейн 25 июня 1913 года. Затем «Игры» выпали из репертуара и никогда не исполнялись труппой Дягилева. Из переписки Дебюсси следует, что композитор разделил с Нижинским авторские права на сочинение.

## Оценки и значимость
На первом показе «Игр» публика разделилась на два враждебных лагеря. После премьеры Дебюсси отзывался о хореографии Нижинского с резким негодованием. Автор изощрённой партитуры не разделил взгляды автора изощрённой хореографии, поскольку обнаружились «непреодолимые контрасты в ощущении мира» двух разных художников.
В отличие от балета музыка композитора (последнее сочинение для оркестра) вызывала большой интерес публики. 16 ноября 1913 года собравшийся на концерт С. С. Прокофьев обнаружил, что все билеты проданы, и смог попасть на прослушивание только благодаря указанию дирижёра А. И. Зилоти. Композитор дал лаконичную и ёмкую оценку сочинению Дебюсси: «„Игры“ интересны, поэтичны и бессодержательны». Ю. А. Кремлёв писал: «Балет „Игры“ (1912), партитура которого поражает сложностью тембровых линий, „мазков“ и оттенков, отразил новый этап творчества Дебюсси: на первый план выступает виртуозно изобретательная игра звуков».
Несмотря на сдержанный приём публики и отрицательные критические рецензии, С. П. Дягилев полагал, что постановка значительно опередила своё время, и назвал «Игры» балетом 1930 года. Т. П. Карсавина писала в своих мемуарах, что во время премьеры балета в 1913 году был расцвет футуризма, и в «Играх» постановщик «сделал попытку найти синтез хореографии XX века». Карсавина привела слова Дягилева: «Мы могли бы смело поставить на программе дату: 1930 год».
Об устремлённости в будущее, об адресации балета не к публике («потребителю»), а к («производителю») догадывались наиболее проницательные критики. Например, А. Я. Левинсон писал: «В изломах и группах напряжённых тел явственно ощущаются какие-то касания с новейшими устремлениями живописи, ищущей углубления и синтеза на путях геометрического упрощения».
Согласно Красовской, интуитивная разведка и находки балета получили развитие в области симфонического танца, а прораставшие в «принципиально антиконцепционных» «Играх» зёрна дали всходы в балете Баланчина на музыку «Эпизодов» Веберна с его сложной концепцией.
М. М. Фокин полагал, что, устанавливая в «Петрушке» шаблон движений куклы, принёс много вреда последующему балету: «Движения куклы, пружинистые, автоматичные и в то же время как бы нервные, трагические, которым я обучил Нижинского и которые он потом прекрасно воспроизводил, эти движения вошли потом в его балеты „Игры“, „Весна священная“ и др. На мой взгляд то, что хорошо для куклы, не подходит для живых спортсменов XX века и совсем глупо в применении к доисторической мистической картине». Лидия Соколова писала в воспоминаниях: «Вероятно, Нижинский хотел превратить исполнителей в марионеток с несгибаемой, угловатой пластикой и намекнуть, что в XX веке любовь — такая же игра, как теннис. Новшеством „Игр“ был танец на полупальцах <…>».
Современные балетоведы дают более высокие оценки работе Нижинского, нежели те, что встречались в критических рецензиях 100-летней давности. Линн Гарафола считает, что балеты Нижинского «Послеполуденный отдых фавна», «Игры» и «Весна священная» открыли модернистскую страницу в истории балетного театра. Джон Э. Боулт расценивает «Игры» как одну из наиболее несправедливо раскритикованных и неоцененных постановок труппы Дягилева, и, несмотря на многие недостатки, причисляет балет к выдающимся достижением своего времени, предвосхитившим стиль танца и моду 1920—1930-х годов.

## Другие редакции
- 1920, 25 октября — Королевский балет Швеции, Париж, балетмейстер Ж. Берлин, сценограф П. Боннар; исполнители — К. Ари и Берлин[23]
- 1950 — Американский театр балета, Нью-Йорк, балетмейстер У. Доллар[23]
- 1958 — Вупперталь, балетмейстер Э. Вальтер[23]
- 1962 — Ганновер, балетмейстер И. Георги[23]
- 1963 — Эдинбург, Уэстерн тиэтр балле, балетмейстер П. Даррелл[23]
- 1966 — Нью-Йорк Сити балет, балетмейстер Дж. Тарас[23]